# Транексамова кислота
Транексамова кислота (англ. Tranexamic acid, ТХА) — це антифібринолітичний препарат, який використовується для лікування або запобігання надмірної крововтрати від серйозних травм, післяпологових кровотеч, хірургічного втручання, видалення зубів, носової кровотечі та рясних менструацій. Він також використовується при спадковому набряку Квінке. Його приймають або орально, або ін'єкційно у вену.
Побічні ефекти спостерігаються рідко. Деякі з них включають зміни кольорового зору, утворення тромбів та алергічні реакції. Більша обережність рекомендується людям із захворюваннями нирок. Транексамова кислота вважається безпечною для використання під час вагітності та годування груддю. Транексамова кислота — антифібринолітичний препарат.
Вперше транексамова кислота була виготовлена в 1962 році японськими дослідниками Шосуке та Утако Окамото. Препарат входить до Орієнтовного переліку основних лікарських засобів, розробленого ВООЗ, та доступний як дженерик.

## Медичне використання

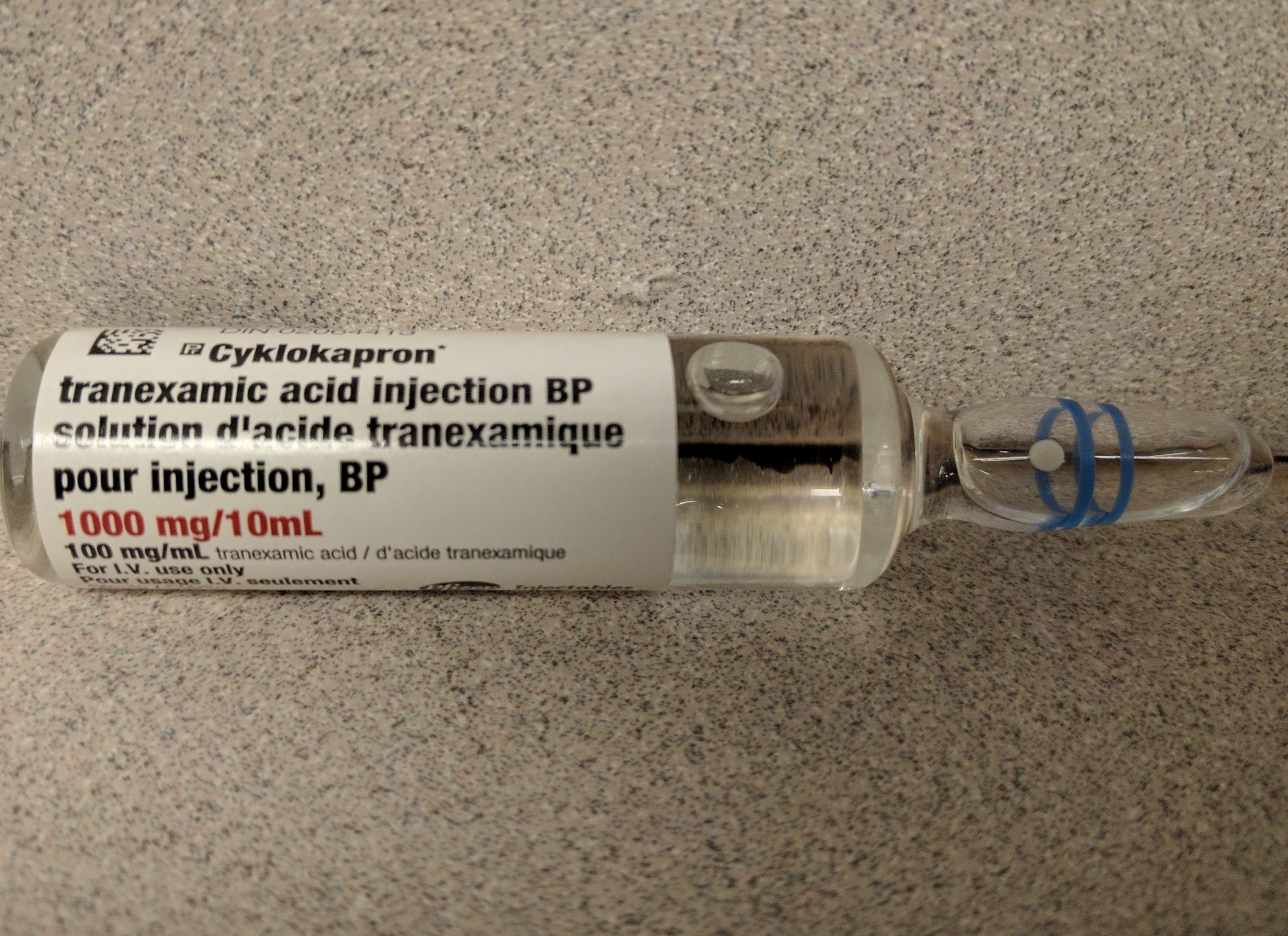
Однограмовий флакон транексамової кислоти

Транексамова кислота часто використовується після серйозних травм. Транексамова кислота використовується для профілактики та лікування крововтрати в різних ситуаціях, таких як стоматологічні процедури, рясні менструальні кровотечі та операції з високим ризиком втрати крові.

### Травма
Встановлено, що транексамова кислота знижує ризик смерті у людей, у яких через травму спостерігається значна кровотеча. Основна користь спостерігається при прийомі протягом перших трьох годин. Було показано, що препарат зменшує випадки смерті через кровотечу. Подальші дослідження оцінювали вплив транексамової кислоти на ізольовану травму мозку; при отриманні протягом трьох годин після травми голови, це також зменшує ризик смерті.

### Вагінальна кровотеча
Транексамова кислота іноді використовується для лікування сильних менструальних кровотеч. При прийомі всередину він безпечно та ефективно лікує регулярні сильні менструальні кровотечі та покращує якість життя. Інше дослідження продемонструвало, що дозу не потрібно коригувати у жінок у віці від 12 до 16 років.

### Пологи
Іноді транексамова кислота використовується (часто разом з окситоцином) для зменшення кровотечі після пологів. Смертність від післяпологових кровотеч менша у жінок, які отримували транексамову кислоту.

### Хірургія
- Транексамова кислота іноді використовується в ортопедичній хірургії для зменшення крововтрати, аж до зменшення або взагалі скасування потреби у періопераційному заборі крові. Вона має доведене значення для очищення ділянки хірургії та зменшення крововтрати при застосуванні до або після операції. Злив і кількість переливань крові зменшуються.[25][26][27]
- При хірургічній корекції краніосиностозу у дітей препарат зменшує потребу у переливанні крові.
- Під час хірургічного втручання на хребті (наприклад, при сколіозі) використовується, щоб запобігти надмірній крововтраті.[28][29]
- У кардіохірургії, як із серцево-легеневим шунтуванням, так і без нього (наприклад, коронарне шунтування), він використовується для запобігання надмірній крововтраті.[25]

### Стоматологія
У Сполучених Штатах транексамова кислота затверджена FDA для короткочасного використання людям з важкими порушеннями кровотечі перед стоматологічною операцією. Транексамова кислота використовується протягом короткого періоду часу до та після операції, щоб запобігти великій крововтраті та зменшити потребу у переливанні крові.
Транексамова кислота застосовується в стоматології у вигляді 5 % полоскання рота після екстракцій або операцій у пацієнтів з тривалим часом кровотечі; наприклад, від набутих або спадкових розладів.

### Гематологія
Існує недостатньо доказів, що підтверджують рутинне використання транексамової кислоти для запобігання кровотечам у людей з раком крові. Однак є кілька випробувань, які в даний час оцінюють це використання транексамової кислоти. Людям із спадковими порушеннями кровотечі (наприклад , хвороба Віллебранда) часто дають транексамову кислоту. Препарат також рекомендували людям з набутими порушеннями кровотечі (наприклад, антикоагулянти прямої дії (DOAC)) для лікування серйозних кровотеч.

### Кровотечі з носа
Застосування транексамової кислоти, що наноситься безпосередньо на ділянку, що кровоточить, або орально, може бути корисним для лікування носової кровотечі порівняно з закладанням носа лише ватними тампонами. Це зменшує ризик повторної кровотечі протягом 10 днів.

### Інше використання
- Попередні докази підтримують використання транексамової кислоти при кровохарканні.[39][40]
- При спадковій ангіоедемі[41]
- При спадковій геморагічній телеангіектазії — показано, що транексамова кислота зменшує частоту епістаксису у пацієнтів, які страждають серйозними та частими епізодами кровотечі з носа від спадкової геморагічної телеангіектазії.[42]
- При мелазмі — транексамова кислота іноді використовується в відбілюванні шкіри як місцевий агент, коли вона впорскується у пошкоджену ділянку, або приймається всередину, як в поодинці, так і як доповнення до лазерної терапії; станом на 2017 рік її безпечність здавалася обґрунтованою, але ефективність для цієї мети була невизначеною, оскільки не було великих рандомізованих контрольованих досліджень та довгострокових подальших досліджень.[43][44]
- при гіфемі — була показана ефективність транексамової кислоти у зниженні ризику вторинних кровотеч у людей з травматичною гіфемою.[45]

### Експериментальне використання
Транексамова кислота могла полегшити нейрозапалення в деяких експериментальних умовах.
Транексамова кислота може застосовуватися у разі післяпологових кровотеч; за даними ВООЗ, це може зменшити ризик смерті через кровотечу на третину.

## Протипоказання
- Алергія на транексамову кислоту, чи інші компоненти препарату
- Судоми в анамнезі
- Важка ниркова недостатність внаслідок накопичення ліків, коригування дози необхідна при легкій або середній тяжкості порушень функції нирок
- Гострий венозний або артеріальний тромбоз, тромбофлебіт
- В анамнезі венозна або артеріальна тромбоемболія або активна тромбоемболічна хвороба
- Високий ризик тромбоутворення
- Фібринолітичні стани внаслідок коагулопатії споживання, за винятком надмірної активації фібринолітичної системи при гострій тяжкій кровотечі
- Субарахноїдальний крововилив
- Інфаркт міокарда
- Інтратекальне і внутрішньошлуночкове ін’єкційне введення, інтрацеребральне введення (ризик набряку мозку з подальшим розвитком судом)[3][6]

## Побічні ефекти
Побічні ефекти спостерігаються рідко. Деякі з них включають зміни кольорового зору, тромби та алергічні реакції.
Тромби можуть включати венозну тромбоемболію (тромбоз глибоких вен і тромбоемболія легеневої артерії), анафілаксію. Ці рідкісні побічні ефекти були зареєстровані в процесі постмаркетингового досвіду, і частоту їх визначити неможливо. Незважаючи на спосіб дії, великі дослідження застосування транексамової кислоти не показали збільшення ризику венозного або артеріального тромбозу.

### Особливі популяції
- Транексамова кислота віднесена до категорії «В» лікарських засобів за впливом на вагітність. Під час досліджень на тваринах шкоди не виявлено.[21]
- Невеликі кількості виявляються в грудному молоці, якщо її приймати під час лактації. Якщо це потрібно з інших причин, грудне вигодовування можна продовжувати.[49]
- При порушенні функції нирок транексамова кислота недостатньо вивчена. Однак через те, що він на 95 % виводиться у незміненому вигляді із сечею, його дозу слід коригувати у пацієнтів із порушеннями функції нирок.[21]
- При порушенні функції печінки зміна дози не потрібна, оскільки лише невелика кількість препарату метаболізується через печінку.[21]

## Механізм дії
Транексамова кислота є синтетичним аналогом амінокислоти лізин. Він служить антифібринолітиком, оборотно зв'язуючи чотири-п'ять ділянок рецептора лізину на плазміноген. Це зменшує перетворення плазміногену в плазмін, запобігаючи деградації фібрину та зберігаючи структуру матричної структури фібрину. Транексамова кислота має приблизно у вісім разів більшу антифібринолітичну активність, ніж старіший аналог, ε-амінокапронова кислота. Транексамова кислота також безпосередньо пригнічує активність плазміну зі слабкою ефективністю (IC 50 = 87 мМ) і вона може блокувати активну ділянку активатора урокінази плазміногену(uPA) з високою специфічністю (Ki = 2 мМ) серед усіх серинових протеаз.

## Синоніми
В Україні препарат присутній як місцевого, так і імпортного виробництва; продається під різними назвами: «Сангера», «Транексам», «Транексамова кислота», «Циклокапрон», «Гемаксам», «Гемотран» тощо.
Транексамова кислота продається в США та Австралії у формі таблеток як «Lysteda», в Австралії та Йорданії вона продається у формі внутрішньовенної ін'єкції та у формі таблеток як «Cyklokapron», у Великій Британії як «Cyclo-F» та «Femstrual», в Азії як «Transcam», у Бангладеш як «Трейсід», в Індії як «Пауза», в Пакистані як Трансамін, у Південній Америці як Есперсіл, у Японії як Нікольда, у Франції, Польщі, Бельгії та Румунії як Ексацил та в Єгипті як «Капрон». На Філіппінах його форма капсул продається як «Гемостан», а в Ізраїлі — «Гексакапрон». 

### Торгові марки
Сангера, 
Гексакапрон,
Гемостан, 
Ексацил, 
Есперсіл, 
Капрон, 
Нікольда, 
Трейсід, 
Cyclo-F, 
Cyklokapron, 
Femstrual, 
Lysteda, 
Transcam

### Дженерики
Азептил,
Атраксан,
Ацемік, 
Виданол, 
Гемаксам, 
Гемоактив, 
Гемотран, 
Євронекс, 
Неотранекса, 
Сангера, 
Тафіксил, 
Трамікс, 
Транекса, 
Транексам, 
Транексамова кислота, 
Транестат, 
Тренакса, 
Тугіна, 
Циклокапрон

## Суспільство та культура
Вперше транексамова кислота була синтезована в 1962 році японськими дослідниками Шосуке та Утако Окамото. Він був включений до Орієнтовного переліку основних лікарських засобів, розробленого ВООЗ

### Схвалення
Адміністрація США з питань харчових продуктів і медикаментів (FDA) затвердила таблетки для прийому всередину транексамової кислоти (торгова марка Lysteda) для лікування сильних менструальних кровотеч 13 листопада 2009 р.
У березні 2011 року статус транексамової кислоти для лікування важких менструальних кровотеч було змінено у Великій Британії, від PoM («тільки по рецепту») до Р («вільно продаються в аптеці») і вона стала вільно доступна в аптеках Великої Британії аптеках під торговими марками Cyklo-F та Femstrual. (На той час в деяких частинах Європи препарат був доступний без рецепту вже понад десять років.) При тривалому застосуванні транексамової кислоти рекомендуються регулярні тести функції печінки.